# Nazanin Zaghari-Ratcliffe
Nazanin Zaghari-Ratcliffe (en persa: نازنین زاغری‎), (26 de diciembre de 1978) es una ciudadana iraní-británica que fue detenida en Irán el 3 de abril de 2016 y estuvo encarcelada hasta finales de marzo de 2022. Su detención fue parte de una larga disputa entre Gran Bretaña e Irán.

## Primeros años
Nazanin Zaghari-Ratcliffe nació y se crio en Teherán. Estudió literatura inglesa en la Universidad de Teherán antes de convertirse en profesora de inglés. Tras el terremoto de 2003 en Bam, trabajó como traductora para  la Agencia de Cooperación Internacional de Japón. Después trabajó para la Federación Internacional de Sociedades de Cruz Roja y de la Media Luna Roja y para la Organización Mundial de la Salud como responsable de comunicaciones.
En 2007 Zaghari-Ratcliffe se trasladó al Reino Unido tras recibir una beca para cursar un máster en gestión de la comunicación en la Universidad Metropolitana de Londres. Se casó allí en agosto de 2009 con Richard Ratcliffe y en 2014 tuvieron una hija. Zaghari-Ratcliffe se convirtió en ciudadana británica en 2013. Iba regularmente a Irán para ver a su familia que se había quedado en el país.
Zaghari-Ratcliffe trabajó para la BBC World Service Trust desde febrero de 2009 hasta octubre de 2010 y después trabajó para la Fundación Thomson Reuters.

## Detención y encarcelamiento
A principios de septiembre de 2016, fue condenada a cinco años de cárcel tras ser declarada culpable de conspirar para derrocar al gobierno iraní. Mientras estaba en prisión, hizo al menos tres huelgas de hambre intentando convencer a las autoridades iraníes de que le proporcionaran tratamiento médico para sus problemas de salud.
En octubre de 2017, el fiscal general de Teherán hizo afirmar que Zaghari-Ratcliffe estaba detenida por hacer " un curso de periodismo online persa de la BBC que tenía como objetivo reclutar y formar gente para difundir propaganda contra Irán ".  Zaghari-Ratcliffe siempre ha negado los cargos de espionaje contra ella y su marido sostiene que su mujer fue encarcelada a causa de una deuda del Reino Unido por no entregar tanques a Irán en 1979.
Fue liberada temporalmente el 17 de marzo de 2020 durante la pandemia de la COVID-19 en Irán aunque sujeta a control electrónico. El 7 de marzo de 2021, cumplió su primera condena aunque estaba previsto que se enfrentara a un segundo juicio el 14 de marzo.  El 26 de abril fue declarada culpable de actividades de propaganda contra el gobierno y condenada a un año más de prisión. El 16 de octubre de 2021 su apelación fue rechazada por el tribunal iraní. Fue finalmente liberada el 16 de marzo de 2022,  inmediatamente después de que Gran Bretaña pagara la deuda pendiente de 393,8 millones de libras a Irán. Regresó al Reino Unido al día siguiente.
Su testimonio forma parte del libro White Torture (Tortura blanca)  de la Premio Nobel de la Paz Narges Mohammadi en el que mediante catorce entrevistas relata las duras condiciones de las cárceles iraníes.